# Inoue Daisuke
Inoue Daisuke (井上 大佑 Inoue Daisuke, sinh ngày 10 tháng 5 năm 1940) là một doanh nhân Nhật Bản nổi tiếng với việc phát minh ra máy karaoke. Inoue, vốn một nhạc sĩ khi còn trẻ làm việc trong việc hỗ trợ các doanh nhân muốn hát trong các quán bar, đã phát minh ra máy này như một phương tiện cho phép họ hát mà không cần sao lưu trực tiếp. Inoue không đăng ký cấp bằng sáng chế cho máy này và do đó không trực tiếp thu lợi nhuận từ nó, nhưng ông tiếp tục làm việc trong ngành công nghiệp mà nó tạo ra, bao gồm bằng sáng chế một loại thuốc trừ sâu cho máy karaoke. Được mệnh danh là một trong những "Người châu Á có ảnh hưởng nhất thế kỷ" của Tạp chí Time năm 1999, ông đã được trao giải Ig Nobel Hòa bình năm 2004. Trong năm 2005 ông là chủ đề của bộ phim tiểu sử Karaoke của Nhật Bản.
Các nghiên cứu gần đây đã tiết lộ sự tồn tại của một số người đã phát minh và thương mại hóa máy karaoke trước Inoue.